# ميكيل بيرج
ميكيل بيرج (بالدنماركية: Mikkel Bjerg)‏ (و. 1998  م) هو راكب دراجة هوائية دنماركي، ولد في كوبنهاغن، شارك في بطولة العالم لسباق الدراجات على الطريق 2016، وبطولة العالم لسباق الدراجات على الطريق 2018، وبطولة العالم لسباق الدراجات على الطريق 2017، وبطولة أوروبا للدراجات 2017، وبطولة العالم لسباق الدراجات على الطريق 2019.

## سجل الفوز

### سباقات أو مراحل فاز بها
| التاريخ        | السباق                                                                        | المركز                      |
| -------------- | ----------------------------------------------------------------------------- | --------------------------- |
| 11 أكتوبر 2016 | سباق الطريق ضد الساعة للشبان في بطولة العالم 2016                             |                             |
| 15 أبريل 2017  | زي إل إم تور 2017                                                             | العاشر في التصنيف العام     |
| 29 أبريل 2017  | جي بي فيبورغ 2017                                                             | الثامن في التصنيف العام     |
| 13 مايو 2017   | سباق الطريق ضد الساعة للرجال تحت 23 سنة في بطولة الدنمارك لسباق الدراجات 2017 | الثاني في التصنيف العام     |
| 10 يونيو 2017  | فيين روندت 2017                                                               | المرتبة 11 في التصنيف العام |
| 22 يونيو 2017  | بطولة الدانمارك لسباق الطريق ضد الساعة 2017                                   | الثالث في التصنيف العام     |
| 25 يونيو 2017  | سباق الطريق للرجال في بطولة الدنمارك 2017                                     | المرتبة 12 في التصنيف العام |
| 02 أغسطس 2017  | سباق الزمن للرجال - بطولة أوروبا للدراجات 2017                                | الثاني في التصنيف العام     |
| 18 سبتمبر 2017 | سباق الزمن تحت 23 سنة في بطولة العالم 2017                                    | الأول في التصنيف العام      |
| 24 سبتمبر 2017 | 2017 Duo Normand                                                              |                             |
| 15 أكتوبر 2017 | 2017 Chrono des Nations                                                       |                             |
| 11 مارس 2018   | دوربينوكلوب روكفين 2018                                                       | الأول في التصنيف العام      |
| 09 سبتمبر 2018 | 2018 Chrono Champenois Masculin International                                 |                             |
| 24 سبتمبر 2018 | سباق الزمن تحت 23 سنة في بطولة العالم 2018                                    | الأول في التصنيف العام      |
| 14 أكتوبر 2018 | 2018 Chrono des Nations                                                       |                             |
| 07 أبريل 2019  | تريبتيك ديس مونتس إت شاتيوكس 2019                                             | الأول في التصنيف العام      |
| 08 أغسطس 2019  | سباق الزمن للرجال - بطولة أوروبا للدراجات 2019                                |                             |
| 08 سبتمبر 2019 | 2019 Chrono Champenois Masculin International                                 |                             |
| 24 سبتمبر 2019 | سباق الزمن تحت 23 سنة في بطولة العالم 2019                                    | الأول في التصنيف العام      |

## جوائز
حصل على جوائز منها:

Årets Fund ‏ (2017)

## روابط خارجية
- ميكيل بيرج على موقع الاتحاد الدولي للدراجات (الإنجليزية)
- ميكيل بيرج على موقع أرشيف الدراجات (الإنجليزية)
- ميكيل بيرج على موقع إحصائيات الدراجات الإحترافية (الإنجليزية)
- ميكيل بيرج على موقع نسبة الدراجات (الإنجليزية)
- ميكيل بيرج على موقع CycleBase (الإنجليزية)